# The Killer (film, 2023)
The Killer är en amerikansk kriminal- och actionfilm från 2023. Filmen är regisserad av David Fincher, efter ett manus skrivet av Andrew Kevin Walker. Manuset är baserat på den franska tecknade serien med samma namn skriven av Alexis Nolent och illustrerad av Luc Jacamon. Filmen hade premiär på strömningstjänsten Netflix den 10 november 2023.

## Handling
Filmen kretsar kring en lönnmördare, Christian, som utvecklar ett samvete vilket får honom att må psykiskt dåligt av vad han gjort. Samtidigt kräver hans klienter att han ska fortsätta med sitt yrke.

## Rollista (i urval)
- Michael Fassbender - Christian / The Killer
- Charles Parnell
- Arliss Howard
- Sophie Charlotte
- Tilda Swinton
- Lacey Dover